# Marcel Béalu
Marcel Béalu, né le 30 octobre 1908 à Selles-sur-Cher (Loir-et-Cher) et mort le 19 juin 1993 à Paris 5e, est un écrivain et un poète français.

## Biographie
Après une enfance passée à Saumur, Marcel Béalu part pour Paris, puis se fixe en 1931 à Montargis travaillant comme chapelier à La Chapellerie Marcel, au numéro 21 de la rue Dorée. Il publie son premier recueil, Poèmes sur un même thème, en 1932, ouvrage qui lui permet de connaître Jean Rousselot, René Lacôte et Louis Guillaume.
En 1937, il fait la rencontre, dans sa retraite de Saint-Benoît-sur-Loire, de Max Jacob qui aide beaucoup de jeunes poètes à leurs débuts. Ces entrevues avec celui-ci s'avèrent primordiales et lui permettent de connaître ensuite les poètes qui forment plus tard l'École de Rochefort en 1941, notamment Jean Bouhier, Michel Manoll, René Guy Cadou, Luc Bérimont, Jean Follain et Jean Cocteau.
Mobilisé en 1939, démobilisé en 1941 et de retour à Montargis où il tient un commerce de chapellerie, il collabore durant la guerre aux Poètes casqués de Pierre Seghers.
En 1938, Marcel Béalu a également découvert le surréalisme qui a une influence sur son œuvre poétique, composée de poèmes en vers, mais surtout de remarquables poèmes en prose qui le situent parmi les maîtres du genre, avec des textes qui accordent une grande place à l'onirisme et au fantastique (L'Araignée d'eau, Le Bruit du moulin, L'Expérience de la nuit). Conseillé par des poètes comme Max Jacob, Jean Follain, Maurice Fombeure, il a su garder un style propre et une imagination personnelle.
En 1955, il fonde avec René Rougerie la revue Réalités secrètes, qui paraît jusqu'en 1971.
Il meurt à Paris en 1993 à l'âge de 84 ans. Il est inhumé au cimetière du Montparnasse, dans la concession no 195 PP 1993 (3e division / 1re section – 9e ligne par le Sud – 24e ligne par l’Est). La sépulture a été nettoyée au printemps 2022.

## Œuvres de Marcel Béalu

### Poèmes
- Poèmes sur un même thème (Notre Temps, 1932)
- Les Yeux ouverts (Paris, E. Figuière, 1936)
- Esquisse de l'idole (Imprimerie Delayance, 1936)
- Écrits dans la ville (Paris, Édition du Sagittaire, 1937)
- La Rivière (Paramé en Bretagne, Édition du Goeland, 1938)
- Tumulte des amarres (Feuillets de Sagesse, 1938)
- Pouce ! (Feuillets de l'îlot, 1939)
- Cœur vivant (Jean Flory, 1941)
- L'Île au cri de silence, suivi d'autres poèmes (Cahiers de Rochefort, 1941)
- Cœur vivant (Paris, Jean Flory, 1941)
- Cœur en guise d'ailes (La Presse à bras, 1950)
- Ocarina (Seghers, 1953)
- L'Herbier de feu (Rougerie, 1955)
- L'Air de vie, 1936-1956 (Seghers, 1958)
- Amour me cèle celle que j'aime (Seghers, 1962)
- D'où part le regard (Éditions De Beaune, 1964 - réédition Rougerie, 1971)
- Dix Poèmes pour cartes postales (Le Pont traversé, 1966)
- La Voix sans nom (Rougerie, 1967)
- La nuit nous garde (Vodaine, 1968)
- L'Écorce et le Vent (Robert Blanchet, 1970)
- La Flamme sans ombre (La Motte, 1974)
- Hâmes et Konscience (Le Daily-Bul, 1974)
- Yamira (Le Pont traversé, 1975)
- Poèmes, 1936-1960 (Le Pont traversé, 1976)
- Miroir ambigu de l'Amour (S.M.E., 1979)
- Les Cent Ciels (Robert Blanchet, 1980)
- Poèmes, 1960-1980 (Le Pont traversé, 1981)

### Contes et romans
- Mémoires de l'ombre, fragments (Paris, Debresse, 1941)
  - Dix fragments inédits des Mémoires de l'ombre, illustrations de Roger Toulouse (Galerie René Drouin, 1942)
  - Mémoires de l'ombre (Gallimard, 1944)
  - Mémoires de l'ombre, édition augmentée (Le Terrain vague, 1959).
- L'Expérience de la Nuit. Gallimard, 1945
- Journal d'un mort. Gallimard, 1947
- La Pérégrination fantasque. Vrille, 1951
- Passage de la bête, roman (Belfond, 1969)
- La Millanderie, roman (Deux Rives)
- L'Araignée d'eau, illustré de dessins de l'auteur. Librairie Les Lettres
  - L'Araignée d'eau et autres récits fantastiques, préface d'André Pieyre de Mandiargues. Paris, Nouvel Office d'édition, Poche-Club, 1964.
- L'Aventure impersonnelle et Autres Contes fantastiques, Marabout
- Contes du demi-sommeil, Fanlac
- L'Amateur de devinettes , Éditions de la Différence, 1992

### Anthologies
- Florilège de la littérature érotique en France, sous le pseudonyme de Luc le Braame. Éditions du Myrthe, 1948
- Anthologie de la poésie féminine française depuis le Surréalisme, Éditions De Beaune, 1952
- Anthologie de la poésie féminine française de 1900 à nos jours, Stock, 1953
- Panorama de la littérature érotique, sous l'anagramme de l'éditeur, Gilles Delfos, Arcanes, 1954
- La Poésie érotique de langue française, anthologie, Seghers, 1971

### Essais et correspondances
- Dernier Visage de Max Jacob, suivi de 212 lettres de Max Jacob, Périgueux, Fanlac, 1946; Vitte, 1959
- Correspondance Marcel Béalu — René Guy Cadou, Rougerie, 1970
- Le Bien Rêver, Robert Morel, 1968

## Sur Marcel Béalu
- Marc Alyn, Marcel Béalu ou Le Fantastique est une réalité, Rodez, Subervie, coll. "Visages de ce temps", n°1, 1956, 49 p.
- Jean-Jacques Kihm, Marcel Béalu, Paris, Seghers, collection « Poètes d'Aujourd'hui », 1965
- Georges-Arthur Goldschmidt, Un cas de flagrant délit, les contes de Marcel Béalu : L'araignée d'eau, Les mémoires de l'ombre, Paris, Le Terrain vague, 1967 (62 p.)
- La Grande Marée, édition Belfond, 1973 (144 pages)
- Yves-Alain Favre et Jean-Jacques Kihm, Marcel Béalu, Paris, Seghers, 1990
- Georges Cesbron, Marcel Béalu : actes du colloque d'Angers et de Rochefort-sur-Loire des 27, 28 et 29 septembre 1996, Angers, Presses de l'université d'Angers, 1998 (335 p.)

## Adaptations
- L'Araignée d'eau, film réalisé par Jean-Daniel Verhaeghe en 1968 et sorti en 1971
- Petite jeune fille dans Paris de Lys Flowerday (Contes du demi-sommeil, Éditions Phebus), 10 minutes, 35 mm, couleur. Production La Fabrique, Arte, CNC et DRAC Languedoc Roussillon, 1993. Court métrage d'animation d'après un texte de Marcel Béalu. Voix de narration de l'auteur. Récompensé du Grand Prix - Festival National du Film d’Animation Marly Le Roi 1994,

Prix spécial Design - Festival d'animation de Zagreb 1994 et Deuxième Prix d'animation - Dresde 1995.

## Librairie Le Pont traversé

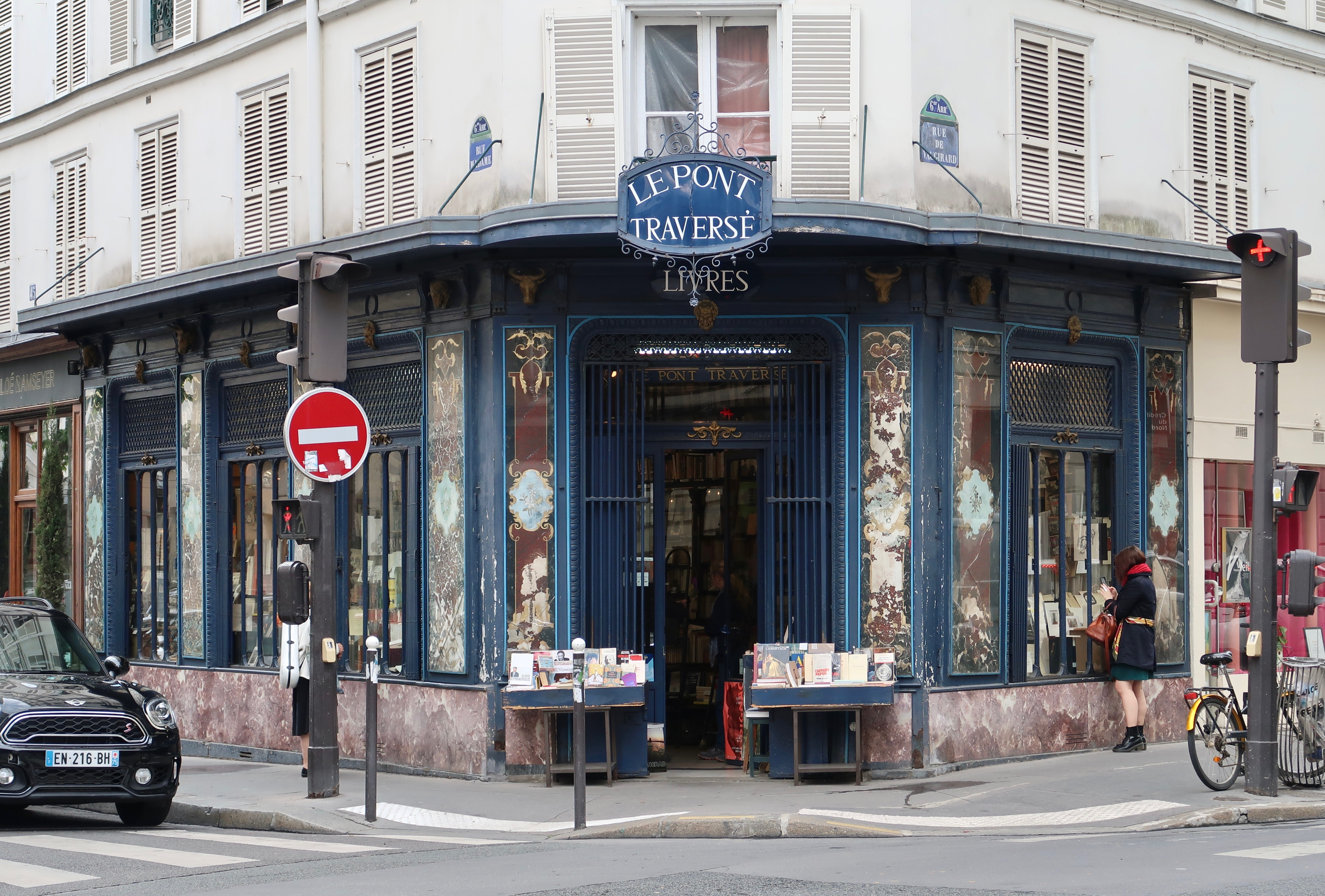
Le Pont traversé en 2019.

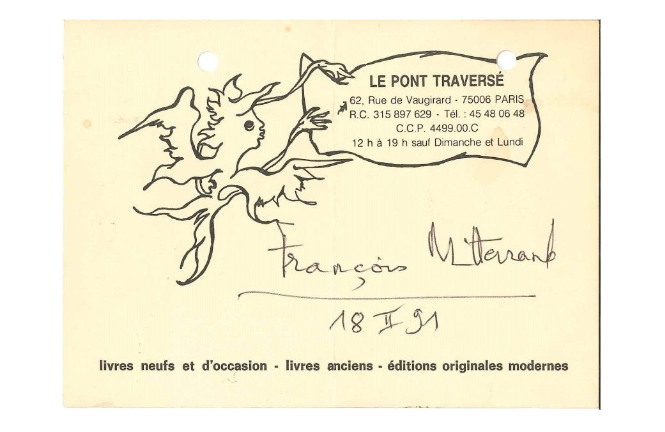
Autographe de François Mitterrand sur la carte de la librairie.

En 1949, Marcel Béalu fonde à Paris une librairie parisienne qu'il nomme Le Pont traversé, titre d'un récit de Jean Paulhan. Il l'installe au 16, rue de Beaune, dans une ancienne boucherie. 
L'établissement spécialisé dans les livres de la rue de Beaune vendu en 1950, le poète l'installe ensuite au 16 rue Saint-Séverin dans le quartier de la Sorbonne. De 1955 à 1971, c'est l'adresse de la rédaction et du dépôt de Réalités secrètes, cahiers trimestriels dirigés par Marcel Béalu et René Rougerie. En 1973, le magasin emménage dans une ancienne boucherie, partiellement inscrite au titre des monuments historiques, dont est conservée la devanture, avec ses têtes de bœuf sculptées et ses plaques émaillées, au 62 rue de Vaugirard, près du jardin du Luxembourg, dans le 6e arrondissement.
Après la mort de Marcel Béalu en 1993, la librairie est dirigée par sa femme Marie-Josée Comte-Béalu. Elle a fermé ses portes en décembre 2019,,. Après sa fermeture, l'établissement fondé par Béalu a été transformé en Coffee shop,.
 Le Pont traversé s'est spécialisé en livres rares et d’occasion, en éditions illustrées de bibliophilie, ouvrages de littérature moderne, notamment surréaliste, et liés aux Beaux-arts.